# Onthophagus hoepfneri
Onthophagus hoepfneri là một loài bọ cánh cứng trong họ Bọ hung (Scarabaeidae).